# Cầu Phước Khánh
Cầu Phước Khánh là cây cầu dây văng đường bộ đang xây dựng nằm trong dự án đường cao tốc Bến Lức – Long Thành thuộc tuyến đường cao tốc Bắc – Nam phía Đông và là cây cầu thứ ba được xây dựng trên tuyến cao tốc này. Cầu Phước Khánh bắc qua sông Lòng Tàu, nối huyện Cần Giờ, Thành phố Hồ Chí Minh với huyện Nhơn Trạch, tỉnh Đồng Nai, Việt Nam. Khi hoàn thành vào năm 2019, cầu Phước Khánh cùng với cầu Bình Khánh sẽ là hai cây cầu có tĩnh không lưu thông thuyền cao nhất Việt Nam (55 m).

## Thông tin kỹ thuật
- Kiểu cầu: cầu dây văng
- Tổng chiều dài: 3.186 m[1]
  - Khẩu độ nhịp chính: 300 m
  - Sơ đồ nhịp toàn cầu: 149,5 + 300 + 149,5 m = 599 m
  - Cầu dẫn phía Đồng Nai: 41 + 11 × 70 + 41 = 852 m
  - Cầu dẫn phía Thành phố Hồ Chí Minh: 41 + 11 × 70 + 41 = 852 m
- Mặt cắt ngang cầu: 21,75 m
- Chiều cao trụ cầu: 135 m
- Tĩnh không lưu thông thuyền: 55 m
- Tốc độ thiết kế giai đoạn 1: 80 km/h; giai đoạn 2: 100 km/h

## Sự cố
Vào 6h sáng ngày 21 tháng 2 năm 2021, tàu container Phúc Khánh có tải trọng hơn 8.000 tấn lưu thông trên sông Sài Gòn. Khi tàu chạy đến khu vực sông Lòng Tàu (nối huyện Cần Giờ - Thành phố Hồ Chí Minh và Nhơn Trạch - Đồng Nai) thì chết máy, trôi tự do, đã đâm gãy cẩu thi công trụ cầu Phước Khánh thuộc tuyến cao tốc Bến Lức - Long Thành.
Sự cố này làm 4 container rơi khỏi tàu, 3 container đã được đưa vào bờ, 1 container bị chìm đã được định vị chờ trực vớt. Ngoài ra, một cầu thi công nằm dọc trụ cầu bị đổ sập.